# Adolf von Bülow (général, 1850)
Pour les articles homonymes, voir Bülow (homonymie).
Ne doit pas être confondu avec Adolf von Bülow (général, 1837).
Adolf Wilhelm Ernst von Bülow (né le 27 avril 1850 à Hambourg et mort le 1er novembre 1897 à Darmstadt) est un général de division prussien et commandant de la 21e brigade de cavalerie. Il sert comme aide de camp des trois empereurs de l'Empire allemand.

## Biographie

### Origine
Adolf est issu de la famille aristocratique mecklembourgeoise von Bülow. Il est le second fils du chambellan danois Bernhard von Bülow (1815-1879) et de sa femme Luise, née Rücker. Le chancelier Bernhard von Bülow et le diplomate Alfred von Bülow sont ses frères.

### Carrière militaire
Il reçoit sa première scolarité à partir de 1861 au lycée de Francfort-sur-le-Main. L'année suivante, il suit des cours particuliers à Hambourg avant de rejoindre le lycée de Neustrelitz en 1863. En 1861, il est alors au lycée de Halle. Il commence ses études à Lausanne en 1867, passe à l'Université de Leipzig en 1868 et est inscrit comme étudiant en droit à Berlin du 16 octobre 1869 au 15 mars 1870 (un semestre).
Le 1er octobre 1869, il s'engage comme volontaire d'un an dans le 2e escadron du 2e régiment de dragons de la Garde de l'armée prussienne et est promu sous-lieutenant à la mi-juillet 1870. Dans la guerre contre la France, il est blessé à la bataille de Mars-la-Tour puis prend part aux batailles de Saint-Privat, Sedan, Beaumont ainsi qu'au siège de Paris et à la bataille de Dieulouard. Pour cela, il reçoit le 7 mars 1871 la croix de fer de 2e classe.
Le 12 décembre 1875, Bülow devient initialement premier lieutenant surnuméraire avant d'obtenir un poste dans le régiment le 27 mars 1876. Le 2 mai 1878, il est détaché à l'état-major général. Le 5 juillet 1878, il reçoit la mission d'accompagner le général d'infanterie von Bose aux funérailles de la reine Mercedes d'Espagne le 17 juillet. Le 28 octobre 1879, il est placé à la suite de l'état-major général et rejoint le prince Guillaume de Prusse. Le 22 mars 1880, il est promu capitaine et le 13 janvier 1885, il est transféré au 3e régiment d'uhlans de la Garde en tant que Rittmeister et chef d'escadron.
Promu major, il devient le 4 novembre 1886 adjudant d'aile de l'empereur Guillaume Ier. Après la mort de ce dernier, il devient, le 22 mars 1888, aide de camp de Frédéric III et, après la mort de ce dernier, le 19 juin 1888, aide de camp de Guillaume II. Bülow est maintenu à ce poste et devient membre du cabinet militaire le 11 août 1888.
Le 24 mars 1890, il est placé à la suite du 13e régiment d'uhlans du Roi et chargé de son commandement. Le 24 décembre 1890, il est promu lieutenant-colonel. Le 17 mars 1891, Bülow reçoit une mission particulière lorsqu'il représente l'empereur lors des funérailles du député Windhorst. Le 17 décembre 1893, il est promu colonel et le 18 avril 1894, il devient chef de l'état-major général du 4e corps d'armée tout en restant l'aide de camp de l'empereur. Le 27 janvier 1895, il est décoré de l'ordre de la Couronne de 2e classe. Le 16 juin 1896, il est transféré à la 21e brigade de cavalerie en tant que commandant, et le 22 mars 1897, il est promu au rang de major général.
Adolf von Bülow est mort en 1897 à Darmstadt à l'âge de 47 ans et est enterré dans le cimetière des Douze-Apôtres à Schöneberg près de Berlin. La tombe est conservée.

### Famille
En 1884, il se marie avec la comtesse Carola Vitzthum von Eckstädt (de) (1864–1886), fille d'Otto Rudolf Vitzthum von Eckstädt (de), à Nienstedten. Sa femme décède deux ans plus tard à la suite de la naissance de leur deuxième enfant.
- Bernhard Wilhelm (de) (1885-1936), diplomate
- Carola Helene Luise Marie (1886–1972)

après la mort prématurée de sa première femme, Bülow se marie avec Maria comtesse von der Schulenburg (1868–1946) d'Öste en 1891. Avec elle, il a les enfants suivants :
- Marie (1892-1952)
- Izabel Bertha Elisabeth (1888–1966) mariée avec Georg von Waldersee (1888–1966)